# Beurré Clairgeau
Espèce
Classification phylogénétique
La Beurré Clairgeau est une variété de poire, aussi nommée Clairgeau de Nantes.

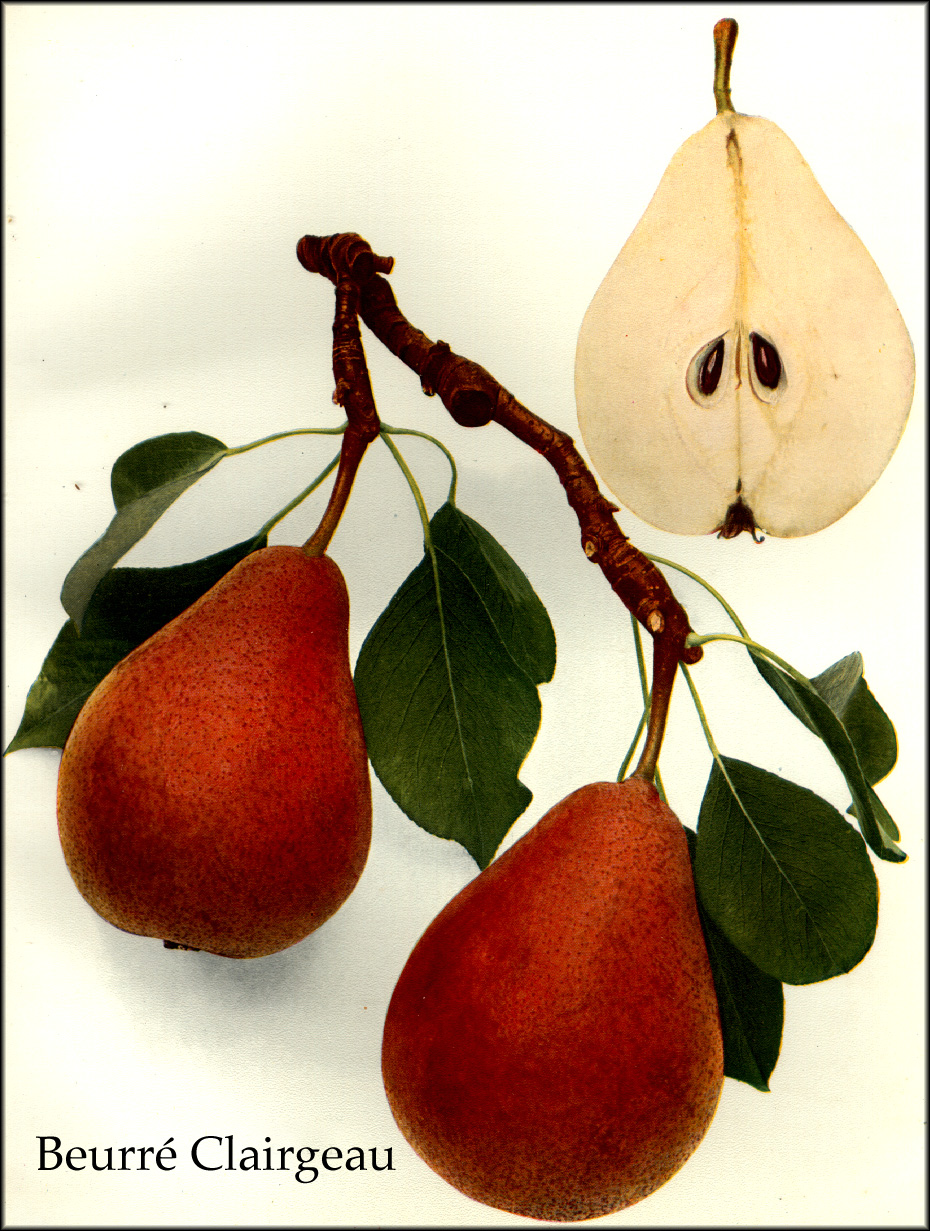
Aquarelles.

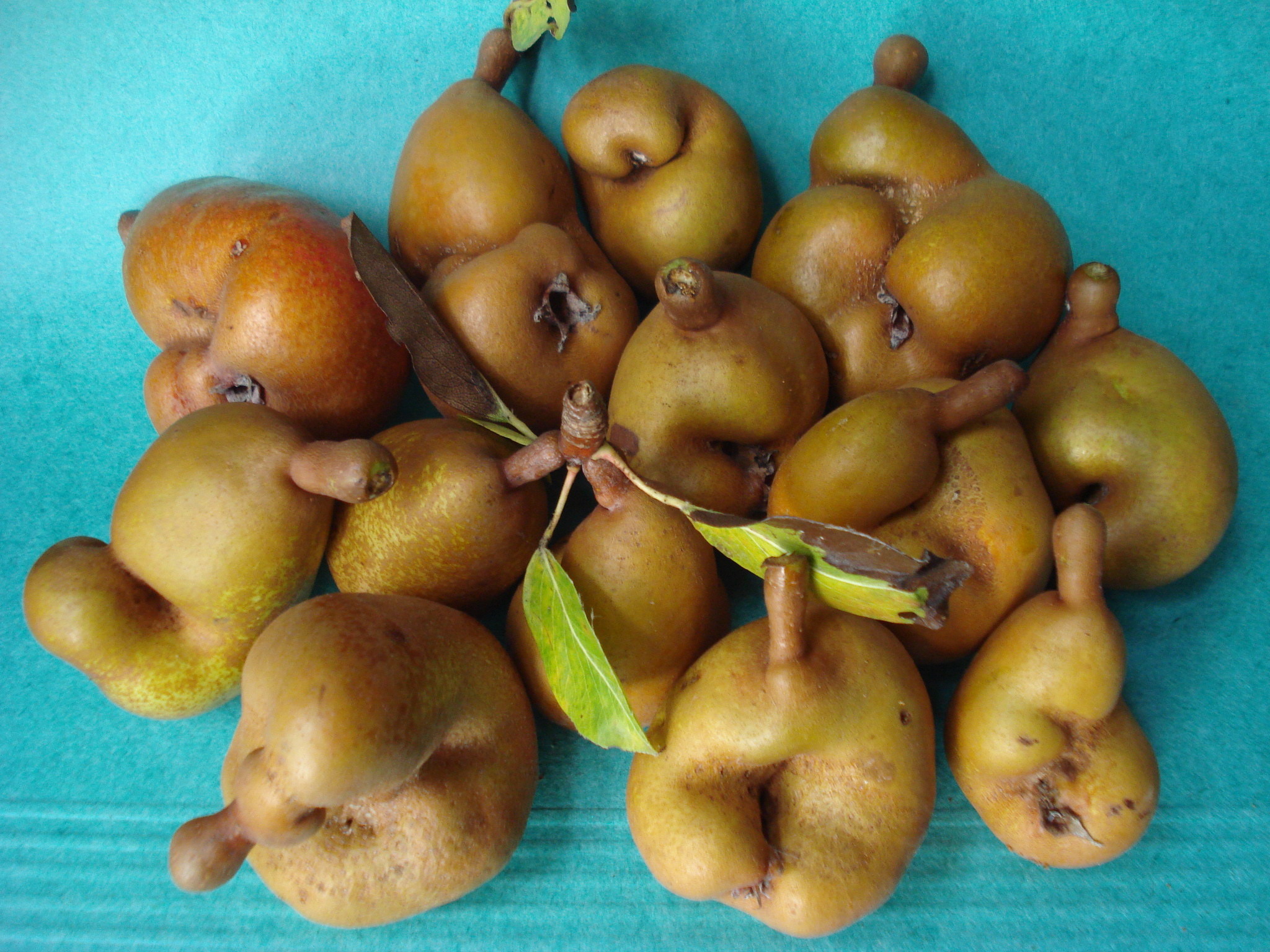
Poires Beurré Clairgeau déformées.

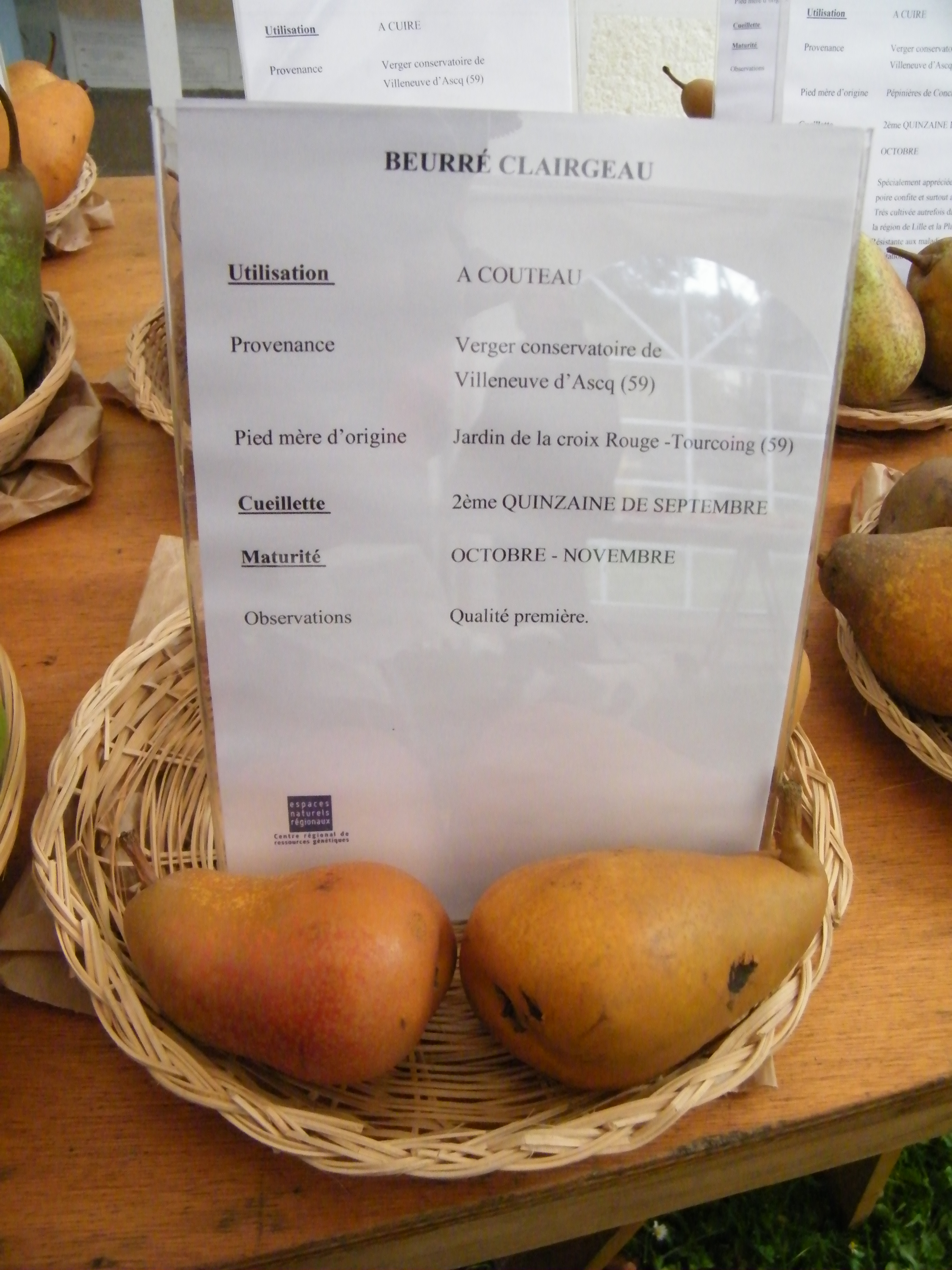
Fruits obtenus sans traitement.

## Synonymes
- Clairgeau de Nantes ;
- Clergeau ;
- Poire Clairgeau ;
- Clairgeau butterbirne (Allemagne)[1].

## Origine
La variété serait issue de fruits enterrés par hasard, vers 1838, par Pierre Clairgeau, jardinier à Nantes. Son premier rapport a eu lieu en 1848. L'arbre ayant été acheté par un horticulteur belge, c’est la Belgique qui en a été le véritable promoteur.
Parenté supposée par son obtenteur : « Beurré Duchesse d’Angoulême ».

## Arbre
Il s'agit d'un arbre de vigueur moyenne, à cultiver sur franc car faiblement vigoureux sur cognassier et très net manque d'affinité avec ce porte-greffe.

Port érigé.

## Époque de floraison
Floraison assez précoce.

## Mise à fruit
L’arbre fructifie rapidement.

### Productivité
Il produit abondamment et régulièrement.

## Fruit

### Forme et calibre
Le poirier produit un fruit qui va de gros à assez gros, pyriforme, plus ou moins allongé, asymétrique, maintenu par un pédoncule très court, implanté obliquement à la surface de l’épiderme mi-charnu.

### Chair
Sa chair est blanche, juteuse, sucrée, légèrement parfumée, un peu granuleuse au centre.

### Date de récolte
La récolte s’effectue de fin septembre à début octobre selon les régions.

### Époque naturelle de maturité et de consommation
Mûrit et se consomme l’état naturel d’octobre à novembre.

### Conservation
Se conserve durant 4 mois en chambre froide.

## Appréciations générales

### Sensibilité
Très sensible à la tavelure sur les fruits et sur les feuilles.
Très sensible au pseudomonas sur les feuilles, sensibilité moyenne sur le bouton floral, ainsi qu’au stony pit.

### Résistance climatique
Cette variété résiste très bien aux gelées printanières, ce qui la fait recommander en altitude.

### Résistance au transport
Résiste bien aux transports et aux manipulations.

## Observations
Bien que greffé sur franc, pour des raisons d’affinités, sa production reste abondante et régulière. Les qualités gustatives laissent parfois à désirer ; mais en sol chaud, léger et bien drainé, elles restent satisfaisantes.
L'arbre « Beurré Clairgeau » est principalement cultivé dans le Sud-Ouest où la variété est appréciée des consommateurs.
Vu sa grande fertilité, une taille courte lui convient.